# Maglev vjetroturbina
Maglev vjetroturbine su vjetroturbine s okomitim vratilom (VAWT). Takve vjetroturbine imaju neke pozitivne strane : mnogo jednostavniji i jeftiniji generatori, jednostavnije namještanje, mogućnost proizvodnje pri slabijim, ali i jakim vjetrovima. Uz to, njihova je visina manja nego visina konvencionalnih vjetroturbina, a radovi na postavljanju jednostavniji. 
Obnovljiva energija proizvedena vjetrom zaradila je mnogo pažnje i podrške u posljednjih nekoliko godina ali je često kritizirana zbog svoje niske proizvodnje i nedostatka pouzdanosti. Ali sada je došla super moćna vjetroturbina koja bi mogla biti baš ono što vjetroindustrija treba. Očekuje se da će Maglev vjetroturbina, koja je prvi put predstavljena na izložbi vjetroelektrana u Pekingu, podignuti tehnologiju vjetroelektrana na iduću razinu pomoću svoje magnetske levitacije. 
Magnetska levitacija je vrlo učinkovit sustav za energiju vjetra. Okomito orijentirane lopatice turbine su suspendirane u zraku iznad baze stroja, zamijenivši potrebu za kugličnim ležajevima. Turbina koristi “potpuno-trajne” magnete, a ne elektromagnete, dakle ne zahtijeva struju za pokretanje. Permanentni magnetski sustav koristi Neodimijske magnete pa nema gubitka energije zbog trenja. To također pomaže u smanjenju troškova održavanja i povećava životni vijek generatora.

## Prednosti
Maglev vjetroturbine imaju nekoliko prednosti nad konvencionalnim vjetroturbinama. Na primjer,  imaju mogućnost korištenja vjetra s početnom brzinom od 1,5 metara u sekundi (m/s). Također mogu raditi i na vjetru brzine od 40 m/s.  Trenutno, najveće konvencionalne vjetroturbine proizvode samo 5 megavata (MW) snage. Jedna velika maglev vjetroturbina može proizvesti jedan gigavat (GW) čiste energije što je dovoljno za opskrbu energijom za 750 000 domova. Proizvodni kapacitet bi se povećao za 20 % u odnosu na konvencionalne vjetroturbine a operativni troškovi bi se smanjili za 50 %.

## Izgradnja
Izgradnja je počela u središnjoj Kini 5.studenog 2007.godine. Zhongke Hengyuan Energy Technology uložila je 400 milijuna yuana za izgradnju objekta s maglev vjetroturbinama kapaciteta od 400 do 5 000 vata. Istraživač Ed Mazur, koji dugo vremena istražuje obnovljivu energiju, tvrdi da će maglev postrojenje bit u mogućnosti isporučiti čistu snagu za manje od jednog centa po kilovatsatu. Također ističe da bi izgradnja jedne velike maglev vjetroturbine smanjila troškove konstrukcije i održavanja te bi zahtijevala mnogo manje prostora od konvencionalnih Turbine. Procjena troškova izgradnje ove strukture je 53 milijuna dolara.

## Općenito
Maglev vjetroelektrane pridonosit će smanjenju onečišćenja uklanjajući današnju ovisnost o fosilnim gorivima. Budući da stabla apsorbiraju ugljikov dioksid, maglev vjetroelektrane bi nadoknadile koliko i 1,750.000 hektara šuma. Druga anologija uspoređuje energiju generiranu od strane maglev vjetroturbina i količinu energije proizvedenu barelom nafte. Maglev vjetroturbina može godišnje proizvesti istu količinu energije kao i 4,475.000 barela nafte.